# Бриго Аспарухов
Бриго Христофоров Аспарухов е български офицер от Държавна сигурност и политик от Българската социалистическа партия. След продължителна кариера в разузнаването, през 1991 – 1997 година оглавява Националната разузнавателна служба. През 2001 – 2005 година е народен представител, а през 2007 година се кандидатира неуспешно за кмет на София.
Женен е, има дъщеря.

## Биография

### Ранни години
Аспарухов е роден на 15 юни 1945 година в село Вискяр, Брезнишко, в семейството на активист на Българската комунистическа партия (БКП), който след това е местен партиен функционер. Първоначално носи името „Бригадир“, което изглежда през 70-те години променя официално на „Бриго“. Има по-голям брат – Аспарух Аспарухов – който също става офицер в Държавна сигурност.
От 1959 до 1964 година Бригадир Аспарухов учи в Ловешката езикова гимназия, а след това служи в Школата за запасни офицери „Христо Ботев“ в Плевен, откъдето се уволнява със звание младши лейтенант. По време на военната си служба става член на БКП и изглежда сътрудничи на военното разузнаване. През 1966 година започва да учи външна търговия във Висшия икономически институт „Карл Маркс“.

### В Държавна сигурност
През 1968 година, докато още следва, Аспарухов предприема опити да бъде назначен на работа в Държавна сигурност, които се забавят заради резерви на службата към семейството на бъдещата му съпруга – нейният баща е комунистически функционер и служител на „Балкантурист“, който е проверяван от службите за евентуални връзки с чужди разузнавания при работата си в Австрия и Германия. Едва с личното ходатайство на началника на Първо главно управление Димитър Кьосев той е назначен в управлението от 19 октомври 1970 година със звание младши лейтенант в 02 отдел („Гърция“). Започва да учи гръцки, но напредъка му през следващите години остава ограничен. На 21 август 1972 година е повишен в лейтенант, а през септември е изпратен на десетмесечен курс в школа на съветския КГБ. От 1973 година отговаря за резидентурата на разузнаването в Солун и за „гръцкия контингент, намиращ се в трети страни“. На 29 август 1975 година е повишен в старши лейтенант, като по това време става секретар на първичната си партийна организация и прави неуспешен опит да използва връзките на тъста си, за да бъде изпратен на работа в Западна Германия.
През 1978 година Бриго Аспарухов е изпратен на работа в Атина под прикритието на трети секретар в посолството. През 1979 година е повишен в капитан, а от следващата година се води първи секретар в посолството. Работата му в Гърция е добре оценена от неговите ръководители, тъй като успява да изгради широк кръг от контакти на високо ниво в управляващата партия „Нова демокрация“. Връща се в България през януари 1984 година като началник на отделение в 02 отдел на разузнаването, а на 28 август е повишен в майор.
На 7 септември 1985 година Аспарухов става заместник-началник на 06 отдел („информационно-аналитичен“) на Първо главно управление. На 1 септември 1989 година е повишен в подполковник. След преобразуването на Държавна сигурност в началото на 1990 година остава на работа в наследилата Първо главно управление Национална разузнавателна служба (НРС). През май 1990 година се разглежда възможността да бъде изведен на прикритие в пресслужбата на Министерството на външните работи, а през юли 1991 година – да стане неофициален представител на НРС в Унгария, но и двете предложения не са реализирани.

### Началник на Националната разузнавателна служба
От 2 септември 1991 година Бриго Аспарухов е назначен от президента Желю Желев за е началник на Националната разузнавателна служба (НРС), а малко след това е повишен направо в генерал-майор. В първите му 6 месеца на поста са освободени 16 началници и заместник-началници на отдели и около 150 служители на разузнаването, главно на закритото по-рано Научно-техническо разузнаване, като службата полага значителни, но не много успешни усилия да си върне част от средствата, вложени в неговата мрежа от предприятия в чужбина. В същото време той се противопоставя на опитите да ограничи дейността на НРС в страната и да се разсекретят досиетата на негови сътрудници в академичните среди и администрацията, което предизвиква нарастващо напрежение между него и правителството на Филип Димитров.
Още в началото на 1992 година Аспарухов се противопоставя на признаването на независимостта на Република Македония, като дори твърди, че по границата се струпват югославски войски и има риск от начало на военен конфликт, но мнението му не е взето под внимание от президента Желев и правителството и България става първата страна, признала Република Македония.
На 18 септември 1992 година, по време на пресконференция на началниците на няколко служби, Бриго Аспарухов обявява, че съветник на министър-председателя Филип Димитров е преговарял в Република Македония за възможна доставка на оръжие от България. През следващите дни се установява, че съветникът на премиера е действал с нужните пълномощия от страна на правителството и парламента, и Аспарухов публично се извинява за изказването си. Въпреки това то поставя началото на шумен публичен скандал, който в крайна сметка довежда до отстраняването на правителството на Димитров. Скандалът засяга тежко и репутацията на НРС, тъй като е широко приет за опит на службата за намеса в политическия живот. Аспарухов остава на поста си и на 3 май 1996 година е повишен в звание генерал-лейтенант.
През 1996 година НРС е въвлечена в нов публичен скандал. Тя наследява от Първо главно управление оригинала на „История славянобългарска“ на Паисий Хилендарски, открадната от разузнаването от Зографския манастир в Гърция през 80-те години. По собствените думи на Аспарухов, търсейки начин да се освободи от него, на 13 септември 1996 година той го предава на Националния исторически музей. Неговият директор Божидар Димитров, също бивш сътрудник на Първо главно управление, обявява, че книгата е получена от „анонимен дарител“, изглежда в опит да легализира кражбата и да задържи документа в музея. След продължителни спорове той е върнат на Зографския манастир през 1998 година.
На 6 март 1997 година, още в първите седмици на мандата си, новият президент Петър Стоянов освобождава Аспарухов от ръководството на НРС, а на 24 март е освободен от кадрова военна служба.

### Политическа дейност
След освобождаването си от НРС Аспарухов започва работа в предприятието за търговия с автомобили „Дару Кар“, собственост на неговия съученик и бивш секретен сътрудник на Първо главно управление на Държавна сигурност Атанас Тилев. Тилев работи за разузнаването във Финландия, където негов сътрудник е бъдещият министър-председател Симеон Сакскобургготски, а през 90-те години развива широка търговска дейност, като е основен акционер във фалиралата Банка за земеделски кредит.
В същото време Бриго Аспарухов се включва активно в дейността на Българската социалистическа партия (БСП) като един от основателите на вътрешнопартийното Движение за единство и развитие и през май 1998 година става член на Висшия съвет на партията.
През октомври 2000 година Бриго Аспарухов е обвинен в длъжностно престъпление за това, че през юни 1993 година е унищожил архивните материали на службата за Атанас Тилев. Делото е спряно, след като на 17 юни 2001 година той е избран за народен представител от доминираната от БСП Коалиция за България и получава имунитет срещу наказателно преследване. Малко по-късно делото е прекратено от прокуратурата без да бъде гледано в съда. През 2003 година министър-председателят Симеон Сакскобургготски се опитва да назначи Аспарухов за свой съветник по национална сигурност, но се отказва заради силната отрицателна реакция в страната и чужбина. През 2007 година е кандидат на БСП за кмет на Столична община, но остава трети с 15,5% от гласовете, а изборите са спечелени на първи тур от Бойко Борисов.
През 2016 година Аспарухов е избран и за член на Изпълнителното бюро на БСП, като към ноември 2023 година остава на този пост.

## Награди
- Медал „МВР“ III степен (29 август 1980, за прослужени 10 години)[12]
- Медал „За заслуги за сигурността и обществения ред“ (29 август 1984)[12]
- Медал „40 години социалистическа революция“ (1984)[12]
- Медал „МВР“ II степен (27 юни 1985, за прослужени 15 години)[12]
- Медал „МВР“ I степен (23 октомври 1991, за прослужени 20 години)[15]